# Frazer (Montana)
Frazer (Wadópana oyą́ge en llengua assiniboine) és una concentració de població designada pel cens dels Estats Units a l'estat de Montana. Segons el cens del 2000 tenia 452 habitants.

## Demografia
Segons el cens del 2000, Frazer tenia 452 habitants, 115 habitatges, i 96 famílies. La densitat de població era de 103,9 habitants per km².
Dels 115 habitatges en un 49,6% hi vivien nens de menys de 18 anys, en un 38,3% hi vivien parelles casades, en un 33,9% dones solteres, i en un 16,5% no eren unitats familiars. En el 14,8% dels habitatges hi vivien persones soles el 2,6% de les quals corresponia a persones de 65 anys o més que vivien soles. El nombre mitjà de persones vivint en cada habitatge era de 3,93 i el nombre mitjà de persones que vivien en cada família era de 4,21.
Per edats la població es repartia de la següent manera: un 41,6% tenia menys de 18 anys, un 10% entre 18 i 24, un 31% entre 25 i 44, un 12,4% de 45 a 60 i un 5,1% 65 anys o més.
L'edat mediana era de 24 anys. Per cada 100 dones de 18 o més anys hi havia 91,3 homes.
La renda mediana per habitatge era de 19.500 $ i la renda mediana per família de 16.458 $. Els homes tenien una renda mediana de 24.500 $ mentre que les dones 18.438 $. La renda per capita de la població era de 6.435 $. Aproximadament el 47,3% de les famílies i el 47,1% de la població estaven per davall del llindar de pobresa.

## Poblacions properes
El següent diagrama mostra les poblacions més properes.